# Tämnaren
O lago Tämnaren é um lago da Suécia, localizado no norte da província histórica da Uppland, a 40 km a noroeste de Uppsala. Tem uma área de 39 km2.